# 콤팩트 (화장품)

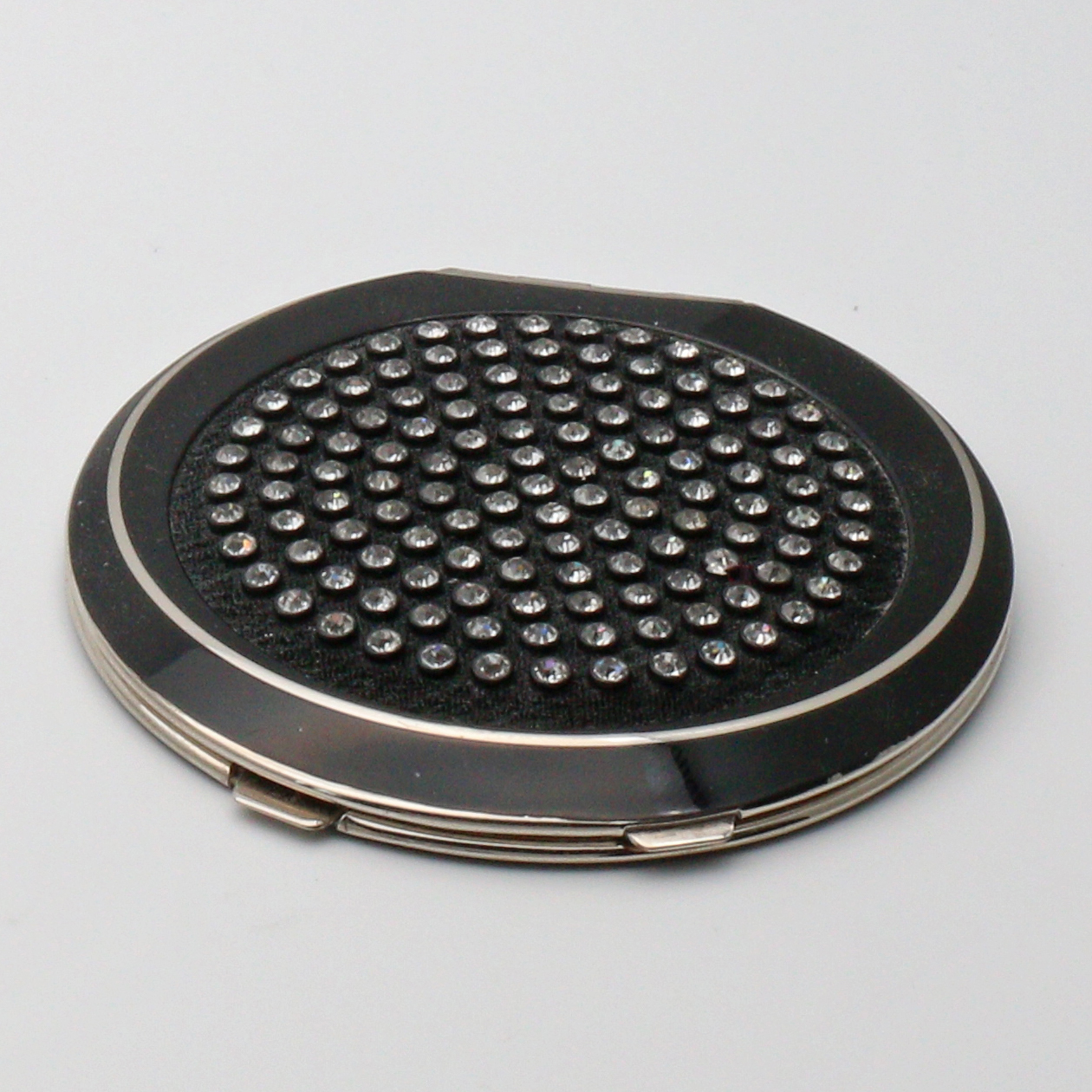

콤팩트(compact), 파우더 박스, 파우더 케이스 및 플랩잭(flapjack)은 화장품의 일종이다. 일반적으로 작은 둥근 금속 케이스이며 거울, 거즈 체로 눌린 또는 루스 페이스 파우더, 파우더 퍼프 중 두 가지 이상이 들어 있다.

## 역사
콤팩트는 메이크업이 사회적으로 널리 받아들여지지 않았던 1900년대 초반부터 시작되었으며 최초의 파우더 케이스는 종종 지팡이, 보석 또는 모자핀과 같은 액세서리 안에 숨겨져 있었다.
1896년부터 미국의 핸드백 제조업체인 화이팅 앤드 데이비스는 가방에 파우더 루즈와 빗을 보관할 수 있는 뚜껑이 있는 수납 공간을 만들었다. 1908년 시어스의 카탈로그에서는 거울과 파우더 퍼프가 포함된 은도금 케이스(가격 19센트)를 광고하고 핸드백에 들어갈 만큼 작다고 설명했다.
미국에서는 에반스, 엘긴 아메리칸과 같은 제조업체가 핑거 체인이나 긴 탱고 체인을 사용하여 금속 콤팩트를 생산했다. 핸드백에 넣기보다는 진열하기 위해 디자인되었기 때문에 더 화려한 디자인이 필요했고 이 시대의 많은 것들이 세련된 아르데코 스타일의 예이다.
메이크업이 주류가 되고 여성들이 집 밖에서 활동하는 일이 늘어나면서 콤팩트한 제품이 더욱 인기를 끌었다. 영국 제조업체인 스트래튼은 1923년 버밍엄 공장에서 조립하기 위해 미국에서 부분적으로 완성된 파우더 박스를 수입하기 시작했으며 1930년대에는 처음부터 박스를 만들어 영국 화장품 업계에서 사용하는 컴팩트 제품의 절반을 생산했다. 이 회사는 1948년에 분말을 보호하고 손톱 손상을 방지하도록 설계된 자동 개방형 내부 뚜껑을 개발했으며, 1960년대에는 전 세계 대리점에 수출했다.

## 쇠퇴
콤팩트는 1960년대까지 계속해서 널리 생산되었지만, 화장품 업계에서 파우더가 다 떨어지면 폐기하도록 설계된 플라스틱 용기를 만들면서 그 인기는 줄어들었다. 1950년대부터 이러한 광고가 본격적으로 시작되었다. 아메리카나에 글을 쓴 디어드레 클레멘테는 1950년대 후반부터 특히 창백하고 파우더리한 피부색보다는 자연스러운 피부색에 대한 메이크업 트렌드의 변화가 컴팩트의 인기 감소에 기여했다고 제안했다.